# Sur (distrito de Logroño)
Sur es el nombre de un distrito de la ciudad de Logroño. Junto con los distritos Oeste, Norte, Este y Centro es uno de los cinco distritos de Logroño. Cuenta con 36.557 habitantes, siendo el tercer distrito más poblado después del Distrito Este y el Distrito Centro, y el primero en superficie.

## Límites
- En el norte, vía del ferrocarril.

- Por el sur, límite del término municipal.

- Por el oeste, en la Avenida de Burgos.

- Por el este, todo el territorio al sur de la vía del tren hasta el fin del término municipal y, desde su cruce en la calle Marqués de Murrieta, todo el territorio situado al sur de avenida y carretera de Burgos.

## Historia
Tras la aprobación de la norma orgánica de establecimiento de la división municipal en distritos así como la regulación de sus órganos y competencias, Logroño ha crecido en los últimos años (siglos XX y XXI) hacia el sur, donde se han creado nuevos barrios rodeados de zona verde y amplios espacios estanciales peatonales como en El Arco, La Cava-Fardachón, Siete Infantes y Las Gaunas entre otros.       
Además de estas nuevas zonas, el distrito Sur también acoge al barrio de La Estrella, inmerso en un proceso de urbanización por el que ha cambiado notablemente su fisiognomía y, al igual que Cascajos, se han transformado en confortables zonas para residir gracias a la mejora de sus accesos tras los grandes almotacenes que se están arreglando.

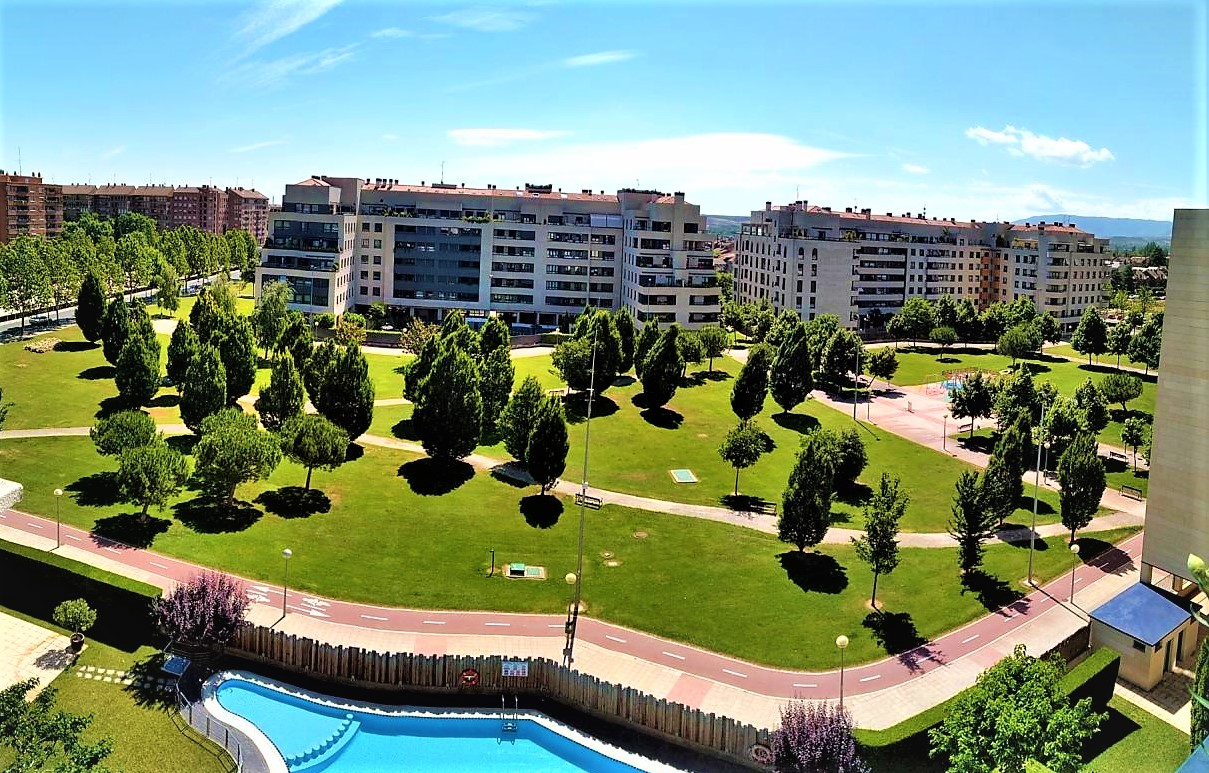
La Cava - Fardachón, uno de los barrios que conforman este distrito de la modernidad y que es muestra del desarrollo que puede tener Logroño.

Una demarcación que muestra el crecimiento de la ciudad como sucede en Siete Infantes, barrio que ejemplifica un Logroño moderno en continuo crecimiento que conjuga la comodidad de la urbe con espacios estanciales para el peatón, más la población creció 8.000 habitantes del Distrito Centro.
Un distrito joven, como sus residentes, dispuesto a dar el salto definitivo a la circunvalación que implanta parques, zonas comerciales y de ocio para el disfrute de toda la familia y la ciudananía del distrito, más la influencia de Lardero.

## Comunicación
La LO - 20 y la N - 111 son las principales vías de comunicación logroñesas y del distrito Sur.                                                                                                                                         De ellas nace tras calles de gran importancia como la avenida Club Deportivo, la calle Portillejo, la avenida de Madrid o la calle Serradero, que a la vez conectan a las diversas zonas que conviven en el espacio.                                                                                                                      La planificación de la jurisdicción hace que abunden los núcleos comerciales en bares y restaurantes desde su deslumbrante ubicación que atrae al sector de la construcción, y también calles que unen respectivos lugares. En el Centro comercial Parque Rioja se concentra la gente. También, en La Estrella, se encuentran la estación de tren y la futura estación de autobuses. A su vez, es vinculada con algunas líneas de autobuses urbanas.

## Plazas y Parques
El Distrito Sur es la circunscripción más verde de la localidad debido a las distintos parques y plazas que el ayuntamiento implantó.

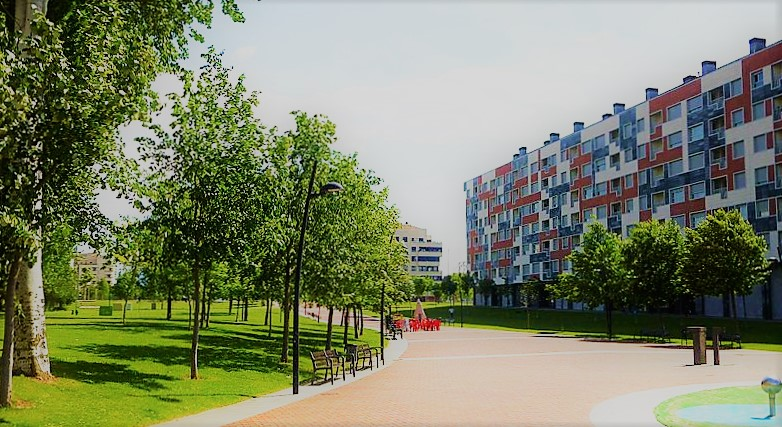
Parque de Las Gaunas

Los parques principales son el Parque San Adrián, el Parque Luis Diez de Corral, Parque de Las Gaunas, Parque de La Guindalera, Parque de Los Picos de Urbión, Parque Juan Gispert, Parque Infantil, Parque Infantil Garcilaso de la Vega, Parque de los Cedros, Parque de Calderón de la Barca (también en el distrito Este, barrio de Lobete), Parque de San Miguel y Parque Rosalía de Castro. 
Y también plazas ajardinadas (o no) como Plaza Joan Miró, Plaza de México, Plaza de la Vendimia (debido a la tradición riojana de San Mateo), Plaza de Brescia, Plaza Rancagua, Plaza San Pedro, Plaza de La Estrella, Plaza Pío X , Plaza Clara Campoamor y la Plaza Luis Góngora.

## Educación y Sanidad

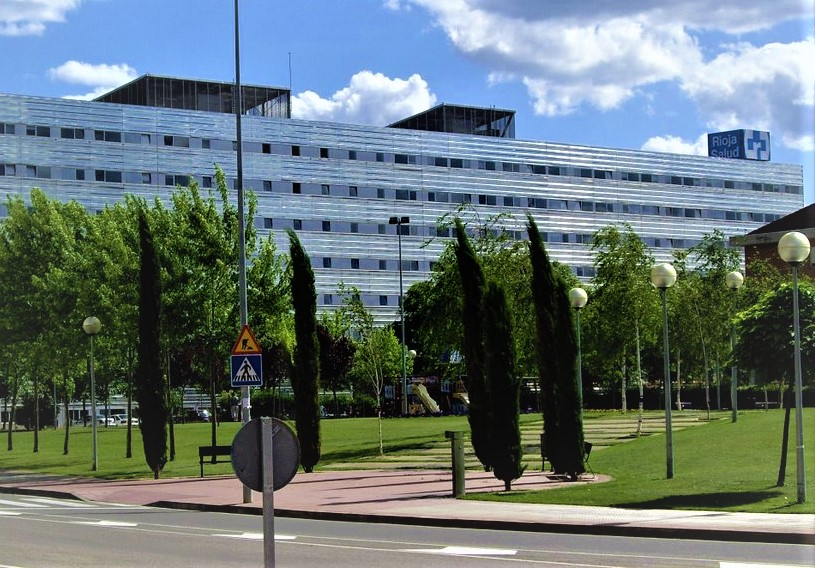
Hospital San Pedro, en el barrio de La Estrella.

El colegio Maristas atiende a la población, como el colegio de La Guindalera, el CEIP Siete infantes de Lara, el Colegio y escuela del Sagrado Corazón, el colegio Inmaculado Corazón de María o el colegio Divino Maestro, ambientado también por institutos como el IES Inventor Cosme García o el IES Tomás Mingot. Esta área contiene edificios con formación profesional o escolar.
En este distrito se encuentra el centro sanitario más famoso de Logroño: el Hospital San Pedro, y otras zonas sanitarias prestigiosas como el Banco de Sangre o el Centro de Investigación biomédica de La Rioja concentradas en La Estrella, y pequeños centros de salud como el Mutua Universal Logroño (en La Cava - Fardachón), el centro de salud Siete infantes de Lara, el centro de salud La Guindalera o el centro de salud de Cascajos.

## Cultura

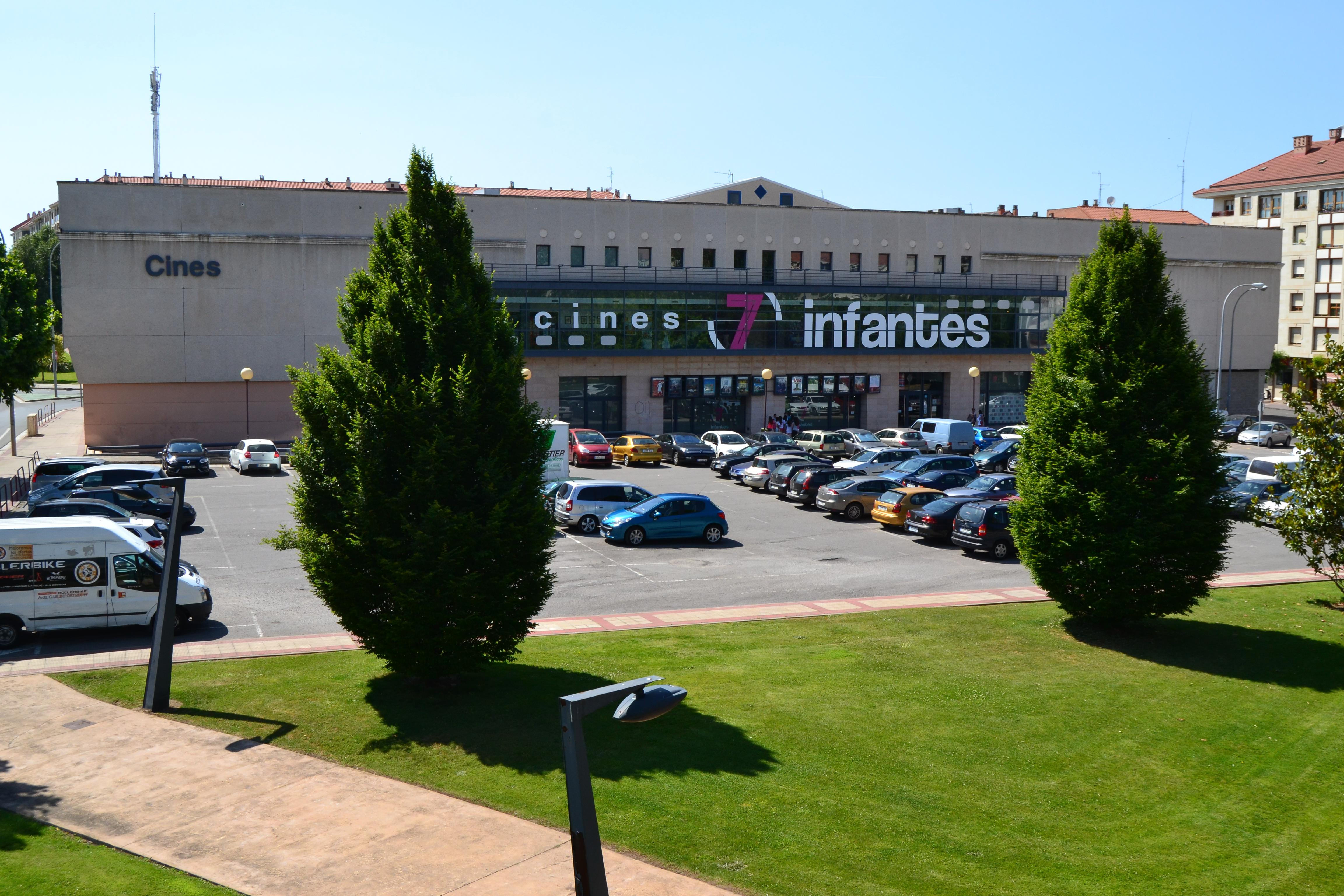
Cines 7 Infantes, en el Barrio de 7 Infantes - Las Gaunas

Entre las estructuras de estos habitantes está el estadio y polideportivo municipal de Las Gaunas o la ciudad deportiva Pradoviejo, los cines 7 infantes, o el Palacio de deportes de La Rioja, la jefatura superior de Policía o el Parque de Bomberos de La Rioja. Otras son Marca Rioja, el Consejo Regulador Denominador de Origen, la fundación Cáritas Chavicar o el Club de Marketing de La Rioja.
A su vez, cada zona de este distrito (como en todos) tienen unas fiestas patronales, y se destacan las de La Cava y 7 Infantes. 

### La Cava - Fardachón
Finalizadas las fiestas de San Bernabé, llega el turno del barrio La Cava-Fardachón, que desde el viernes 14 hasta el domingo 16 de junio, celebrarán sus fiestas. Destaca una nutrida programación en la que hay eventos para todos los públicos: exhibiciones, degustaciones, fiesta del agua, fiesta de la espuma, chiqui disco… y un parque infantil con toboganes de agua, hinchables de agua.

### 7 Infantes - Las Gaunas
Del viernes 24 al domingo 26 de mayo le toca el turno a las fiestas de la asociación vecinal 7 Infantes-Las Gaunas y se sucederán los eventos destinados, principalmente, a los más pequeños. Habrá hinchables, tragantúa, degustaciones, espectáculo de magia, fiesta de la espuma y cuentos en inglés.

## Barrios
Véase: Logroño
- La Cava-Fardachón
- San Adrián
- Siete Infantes
- Las Gaunas
- La Estrella
- Sur-Montesoria
- Cascajos
- El Arco